# 巫女

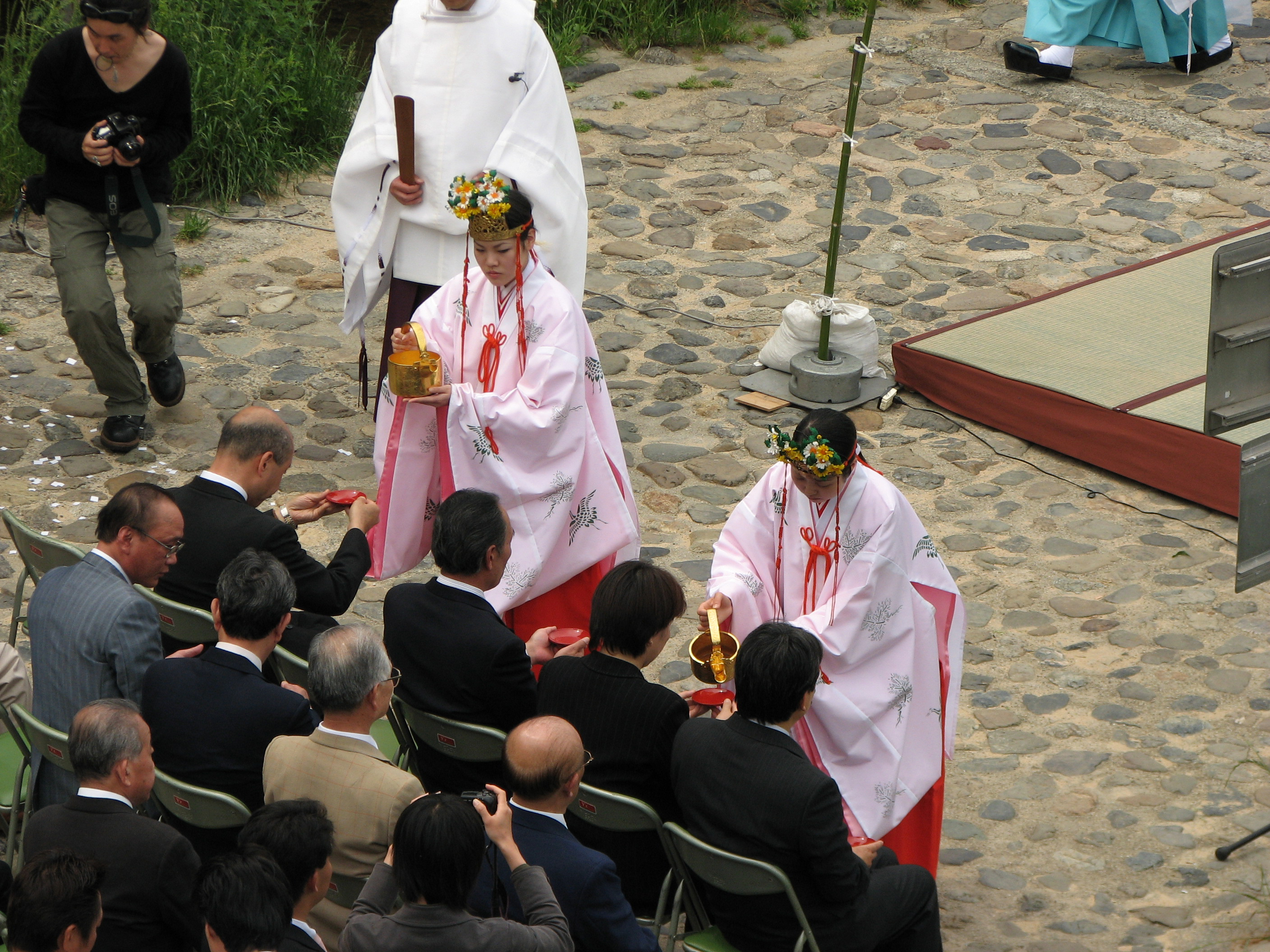
京都鴨川の河川敷で斎行されている神道の儀式。2人の巫女は、巫女神楽を舞うための装束を纏っており、参列者達に神酒を振舞っている。ここでの頭飾りは前天冠と呼ばれるもの。羽織っている薄衣は千早。巫女の後ろにいるのは、白い狩衣を纏った神職。

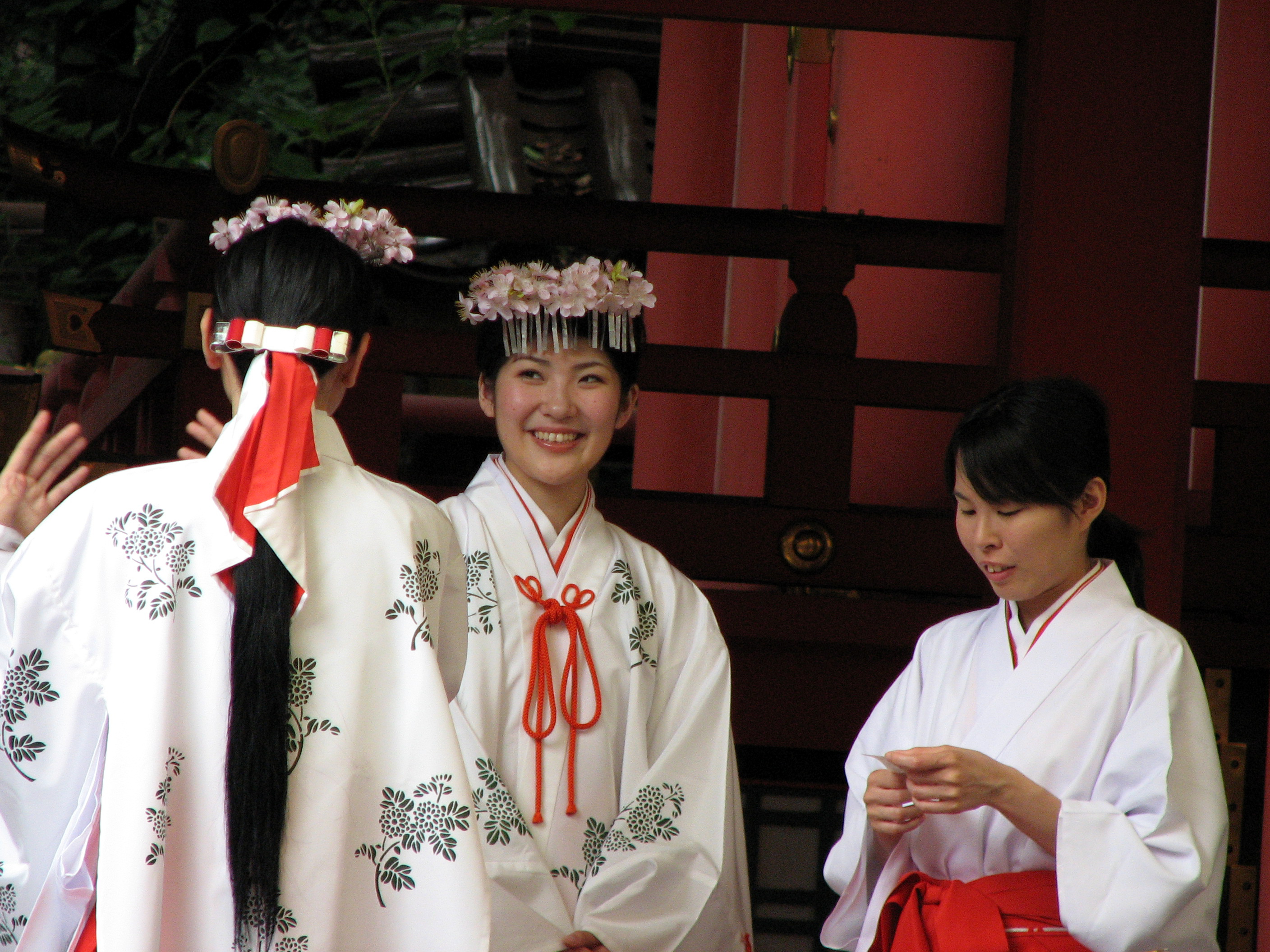
生田神社の巫女達。左の2人の巫女装束は巫女神楽を舞うための装束で、桜の花簪と紅白の水引が映える。右の1人が纏っているのは、何の飾りも着けない基本的な巫女装束。この画像の基本情報では、写真は神前結婚式のもの。

巫女（みこ、ふじょ）は、主として神道において日本の神に仕える女性の祭司のこと。神子（みこ）、舞姫（まいひめ）、御神子（みかんこ）と呼称される場合もある。

## 概要
古来より巫女は神楽を舞ったり、祈祷をしたり、占いをしたり、神託を得て他の者に伝えたり、口寄せなどをする役割を担ったが、明治時代以降は神社で神事の奉仕をしたり、神職を補佐する役割へと変化していった。なお、現在、一部の仏教寺院で白衣に緋袴という巫女装束そのもの、または類似の服装で奉職する若い女性もみられるようになっている。
巫女は柳田國男や中山太郎の分類によると、おおむね朝廷の巫（かんなぎ）系と民間の口寄せ系に分けられる。柳田によれば巫系巫女は、関東ではミコ、京阪ではイチコといい、口寄せ系巫女は京阪ではミコ、東京近辺ではイチコ　アズサミコ、東北ではイタコと呼ばれる。これらの呼称に関する点から、柳田は「もともとこの二つの巫女は同一の物であったが、時代が下るにつれ神を携え神にせせられて各地をさまよう者と、宮に仕える者とに分かれた」という説をだした。なお、日本に限らず他国の女性シャーマンも巫女と訳されることが多いが、堀一郎によれば日本の巫女は「海外のシャーマンのように、全員が精神的疾患を持っていない」「『神にせせられて』さまようものの、いわゆる憑依の症状をしていない」「そもそもシャーマンは『口寄せ』をしない」という点から、歩き巫女を含めた巫女とシャーマンを区別しうるとする。
巫女となる女性には、穢れを払う、神、貴人にマナを付与する（霊鎮め）、など様々な行為を行なう職掌であることから、心身ともに健康な者が求められた。柳田國男『巫女考』によれば、巫（かんなぎ）系巫女、口寄せ系巫女を問わず多くの巫女が結婚した後も巫職を継続したものの、座摩巫（いかすりのみかんなぎ）のように7歳頃から勤め結婚後引退する者や、常陸の鹿島神宮に勤める物忌（ものいみ）、斎女（いつきめ）、伊勢神宮の斎王（いつきのみこ）のように終生結婚せずに過ごした巫女も存在した。

## 歴史

### 古代
古神道での、神を鎮める様々な行為のなかで特に、祈祷師や神職などが依り代となって、神を自らの身体に神を宿す「神降し」や「神懸り」（かみがかり）の儀式を「巫」（かんなぎ）といった。これを掌る女性が巫女の発生と考えられる。男性でそのような祭祀に仕える者は覡と称される。
『古事記』・『日本書紀』に記される日本神話では、天岩戸の前で舞ったとされる天鈿女命（アメノウズメ）の故事にその原型が見られる。また、『魏志倭人伝』によると、卑弥呼は鬼道で衆を惑わしていたという（卑彌呼 事鬼道 能惑衆）記述があり、この鬼道や惑の正確な意味・内容は不明だが、古代に呪術的な儀式が女性の手で行われたことがうかがえる。
平安時代には神祇官に御巫（みかんなぎ）や天鈿女命の子孫とされた猨女君（『貞観儀式』）の官職が置かれ、神楽を舞っていたと推定されている。平安時代末期の藤原明衡の著である『新猿楽記』には、巫女に必要な4要素として「占い・神遊・寄絃・口寄」が挙げられており、彼が実際に目撃したという巫女の神遊（神楽）はまさしく神と舞い遊ぶ仙人のようだったと、記している。

### 中世
中世以後、各地の有力な神社では巫女による神楽の奉納が恒例となった。さらに神楽も旧来の神降ろしに加えて、現世利益を祈願するものや、必ずしも巫女によらない獅子舞や、曲独楽などの曲芸に変貌したとされ、そのためか、現在でも祈祷・祈願自体を神楽、あるいは「神楽を上げる」と称する例がみられる。
歌舞伎の元である「かぶきおどり」を生み出したとされる出雲阿国（いずものおくに）は出雲大社の巫女であったという説もあり、古代の呪術的な動作が神事芸能として洗練され、一般芸能として民間に広く伝播していった経過がうかがわれる。

#### 渡り巫女
渡り巫女（歩き巫女）は、祭りや祭礼や市などの立つ場所を求め、旅をしながら禊や祓いをおこなったとされる遊女の側面を持つ巫女である。その源流は、平安時代にあった傀儡師といわれる芸能集団で、猿楽の源流一つとされる。旅回りや定住せず流浪して、町々で芸を披露しながら金子（きんす）を得ていたが、必ずしも流浪していたわけではないので後に寺社の「お抱え」となる集団もあり、男性は剣舞をし、女性は傀儡回しという唄に併せて動かす人形劇を行っていた。この傀儡を行う女を傀儡女とよび、時には客と閨をともにしたといわれる。また、梓弓という鳴弦を行える祭神具によって呪術や祓いを行った梓巫女（あずさみこ）もいた。

### 近世
近世社会においては郷村から近世村落への変遷において、神社の庇護者であった在地土豪の消失や社地の縮小による経済的衰退、神主による神事の掌握などを事情に神子は減少した。
また、近世社会においては名跡を継ぐことが許されるのは男性のみであったため、神子の多くは神子家を継承させるため夫を迎えていた。

### 近代
明治維新を迎え、神社および祭祀の制度が復古的・抜本的に見直された。明治4年9月19日（西暦1871年11月1日）には神祇省に御巫（みかんなぎ）が置かれ、宮内省の元刀自が御巫の職務に当たった。1873年（明治6年）1月15日には教部省によって、神霊の憑依などによって託宣を得る、民間習俗の巫女の行為が全面的に禁止された（cf. s:梓巫市子並憑祈祷孤下ケ等ノ所業禁止ノ件）。これは巫女禁断令と通称される。このような禁止措置の背景として、復古的な神道観による神社制度の組織化によるものである一方、文明開化による旧来の習俗文化を否定する動きもうかがえる。
禁止措置によって、神社に常駐せずに民間祈祷を行っていた巫女はほぼ廃業となったが、神社あるいは教派神道に所属し姿・形を変えて活動を続ける者もいた。また、神職の補助的な立場で巫女を雇用する神社が出始めた。後、春日大社の富田光美らが、神道における巫女の重要性を唱えると同時に、八乙女と呼ばれる巫女達の舞をより洗練させて芸術性を高め、巫女および巫女舞の復興に尽くした。また、宮内省の楽師であった多忠朝は、日本神話に基づく、神社祭祀に於ける神楽舞の重要性を主張して認められ、浦安の舞を制作した。

### 現代
現代日本では巫女は神社に勤務し、主に神職の補助、また神事において神楽・舞を奉仕する女性を指す。
巫女に資格は必要ないが、神職の資格を持つ女性が巫女として神社に勤務することもある。なお、巫女は男女雇用機会均等法の適用外なので、女性を指定しての募集が認められている。

#### 本職巫女
資格が不要なため、心身ともに健康な女性ならば巫女になれる。しかし、本職巫女は神職の近親者など、神社に縁がある人が奉仕する縁故採用が多く、財政上の問題などから本職巫女を置けるのは大規模神社に限られるため、求人はあまり多いとは言えない。本職巫女の求人は、新聞・求人広告、ハローワークなどに掲載されることがある。また、神職養成機関には、神職の他に少ないながら本職巫女の求人が寄せられることもある。
女性が本職巫女として奉仕できる年数は短く、高等学校卒業後から勤務し、20代後半で定年を迎える例が多い。短大・大学を卒業してからの奉仕であれば、数年間しか在職しないことになり、結婚した場合はそのまま定年となる神社もある。定年以降に神社に勤務する場合は、神社指定の制服や松葉色・紺色などの袴を履くなど服装で区分され、また職掌の上でも神事に奉仕する巫女、それ以外の事務作業などを行う女性職員と区分されることが多い。
なお、神楽を奉仕、指導する巫女については、結婚後も、技術継承などの問題から神社職員として勤務する例もある。

#### 助勤巫女
正月などの繁忙期には、神社の大小にかかわらず臨時のアルバイトを採用している例が多い。一般的にアルバイトは神社では「助勤」「助務」と呼称される。神社独自で雇用を呼びかける、あるいは大学・高等学校への求人の呼びかけなどで採用される。また、神職養成機関に所属する女子学生が研修生・実習生として臨時奉仕する例もある。神社によっては、千早の着用の有無などで本職巫女と区別される場合もある。

#### 神事・催事の巫女

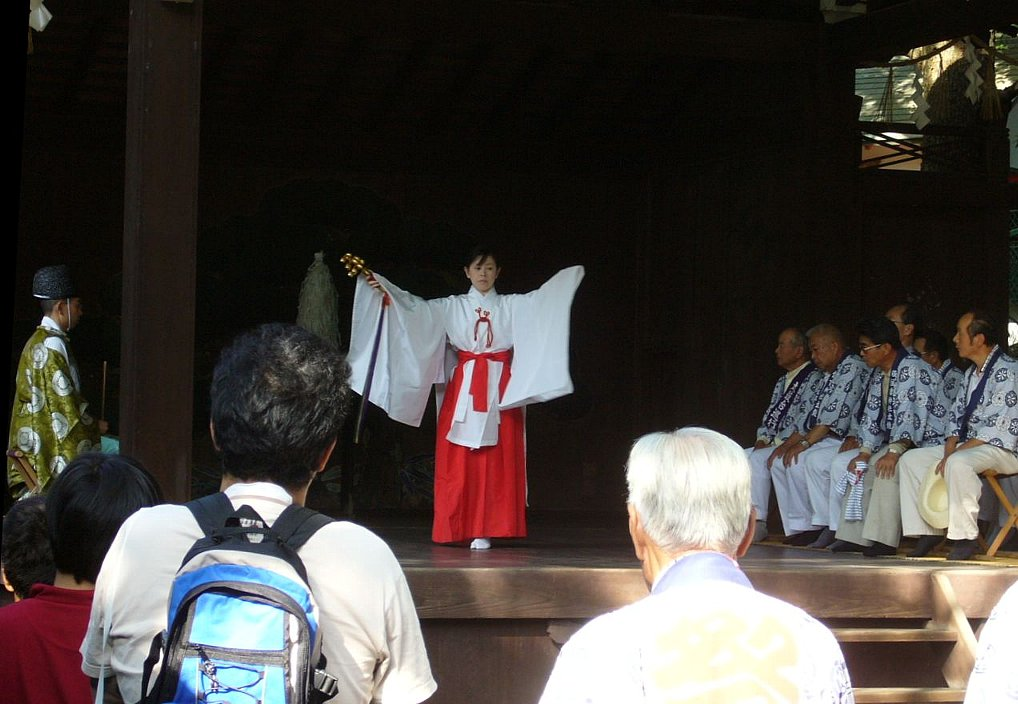
神楽を舞う巫女／服部住吉神社の秋祭（例祭）の宮入にあたって斎行されたもの。

大規模な神社においては、前述の神社に勤務する巫女が祭祀の際に浦安の舞や伝統の巫女神楽を奉納するが、主に小規模な神社では、臨時に年少者が巫女として奉仕する例も存在する。その多くは神社の氏子である少女によって奉仕されている。祭礼に併せて行われる稚児行列にも巫女装束の年少者が加わる例もある。神楽を奉納する場合は化粧を施すことが多く、特別な場なので厚化粧となる場合もある。

#### 巫女の装束
現在では、巫女装束は白い小袖（白衣）に緋袴を履くのが通常である。元来、袴は襠（まち）ありであったが、明治になって教育者の下田歌子が女学生用の袴として行灯袴を発明し、好評だったため後に巫女の分野にも導入されることとなった。したがって、現代は行灯型の緋袴が一般的であるが、伝統的な襠有りの袴を採用している神社もある。特に神楽を舞う場合は足裁きの都合上、襠有りでないと不都合が生じることがある。また、神社によっては若い女性向けの「濃」（こき、赤紫色）袴を用いるところもある。
神事の奉仕や神楽を舞う場合など、改まった場面では千早を上から羽織る場合もある。髪型については、長い黒髪を後ろで檀紙や水引、装飾用の丈長などを組み合わせて（絵元結と呼ばれる）束ねるのが基本だが、髪の長さを足すために髢（かもじ）を付ける場合もある。

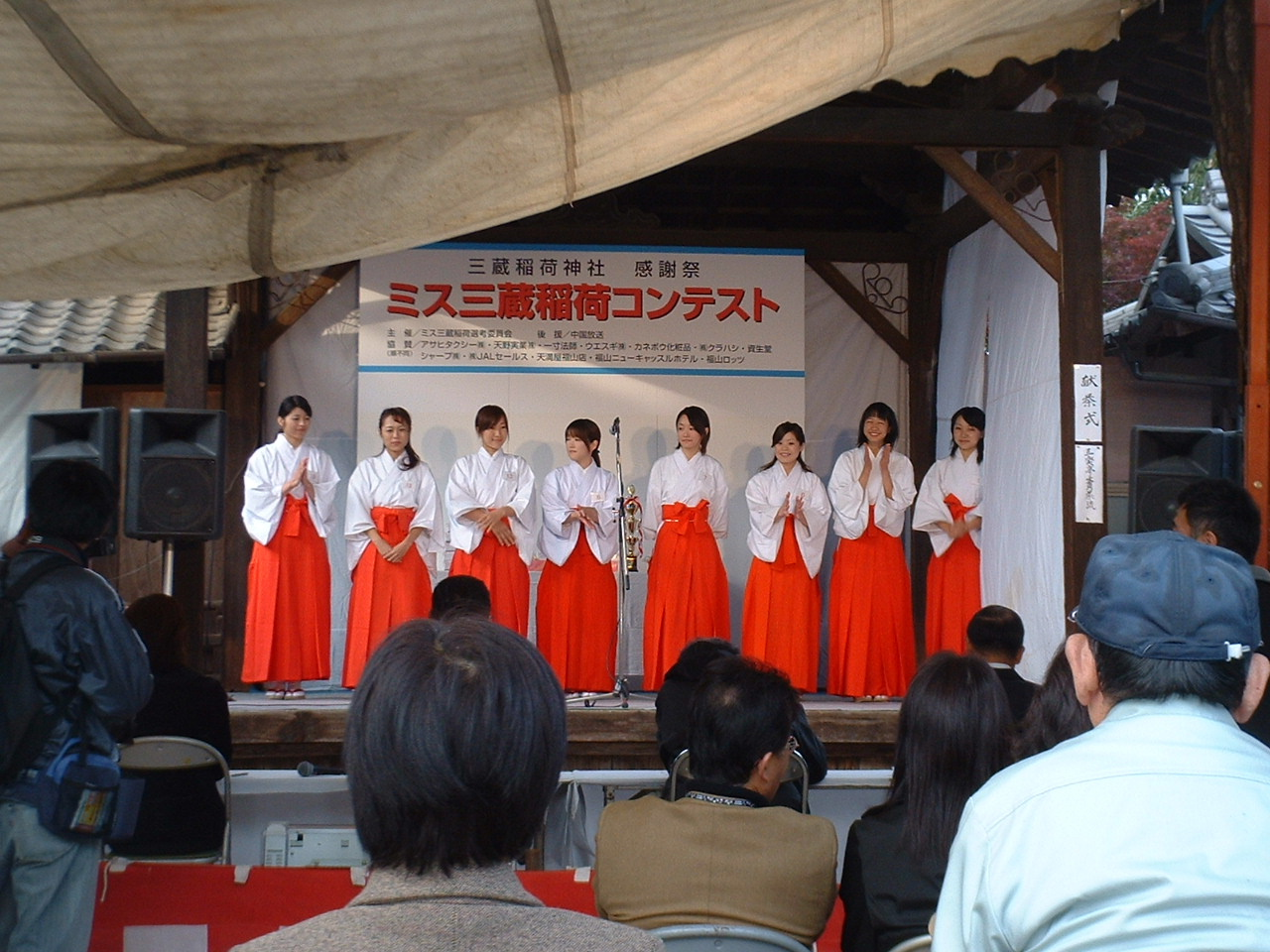
巫女装束姿
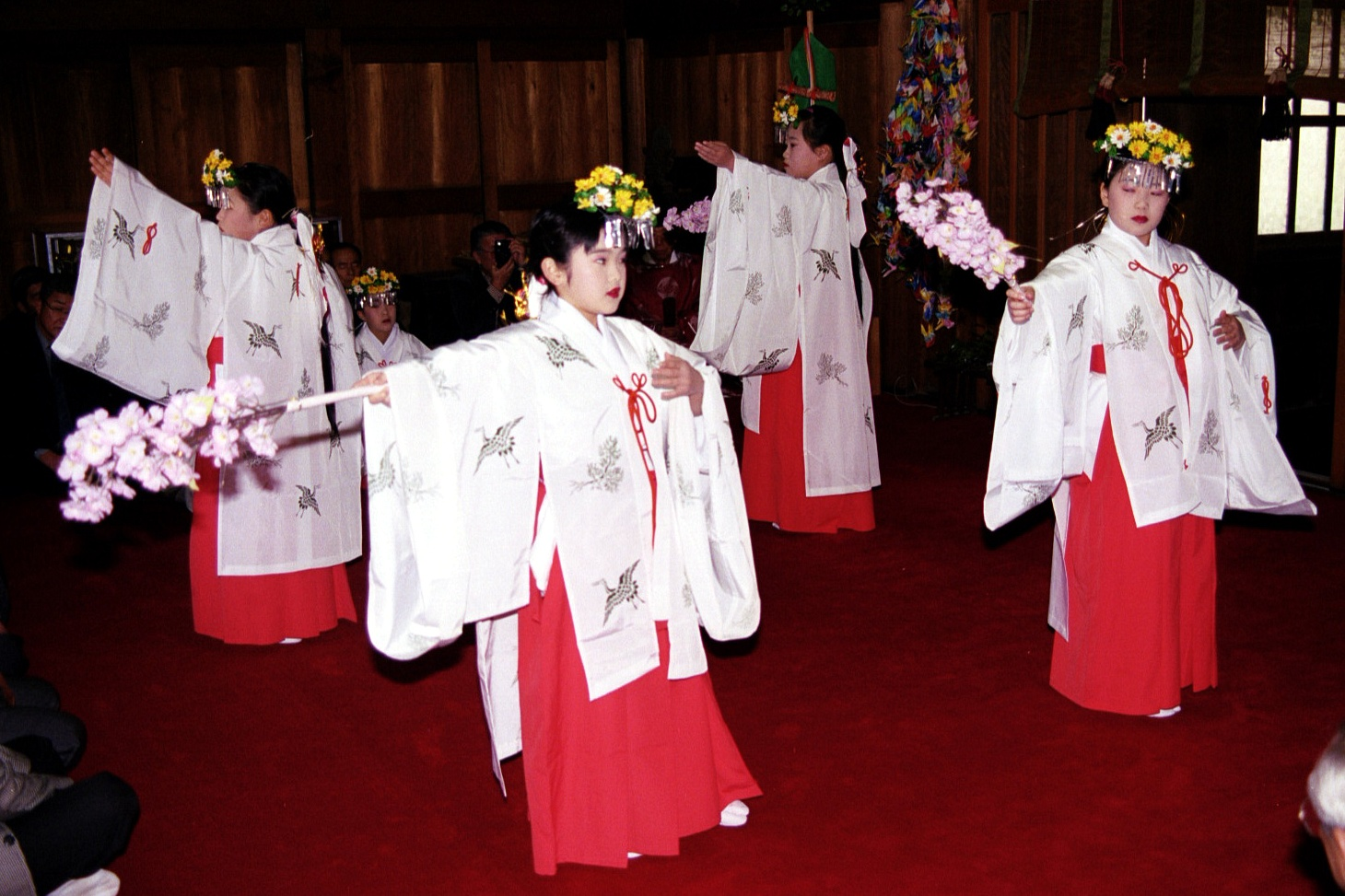
神楽を舞う巫女（稚児）
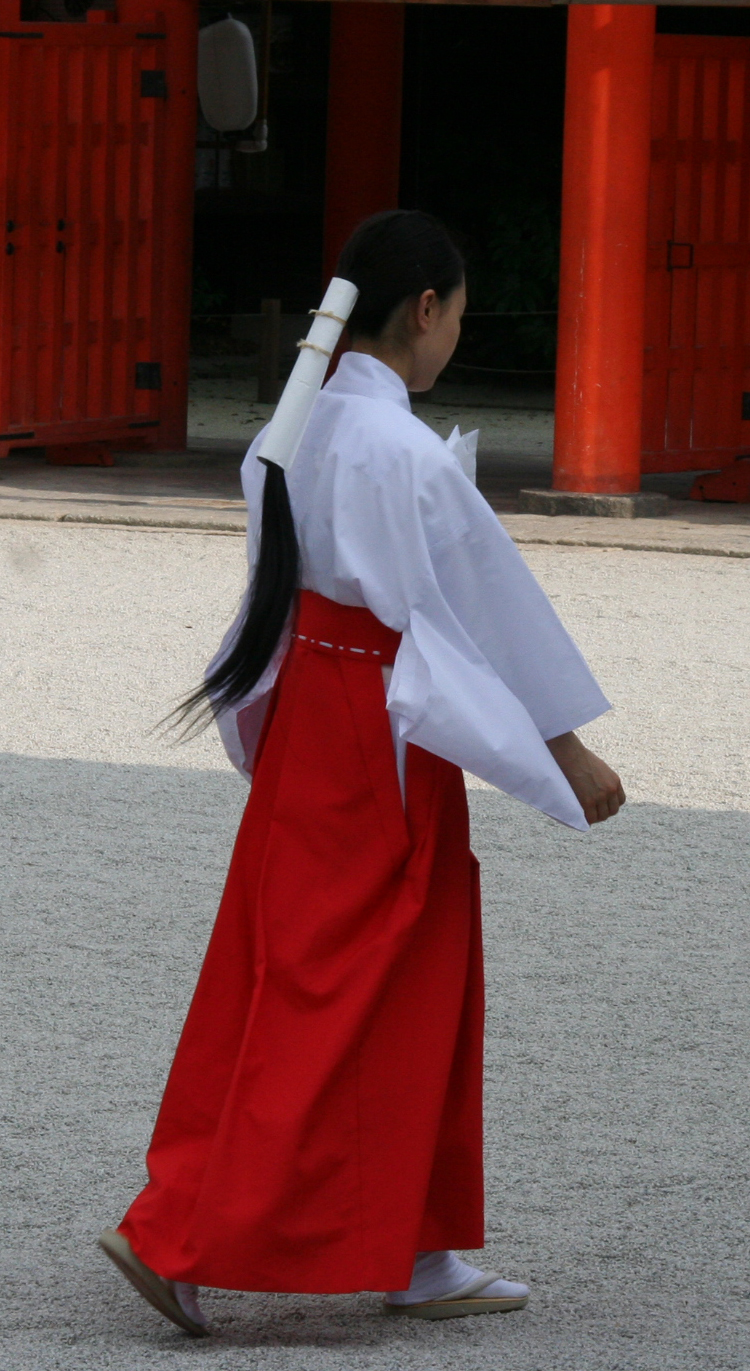
賀茂御祖神社にて
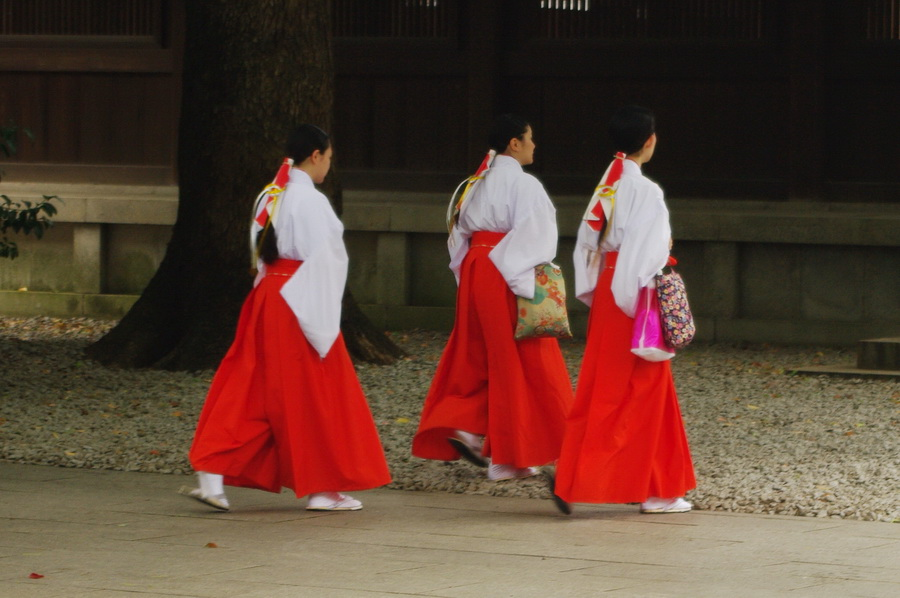
巫女の服装
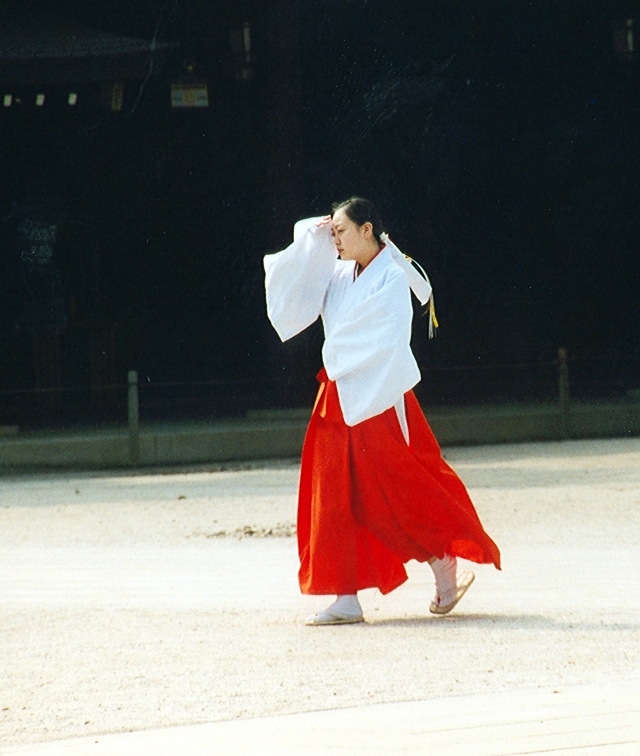
巫女、明治神宮
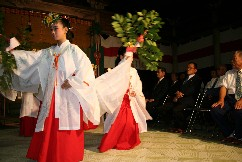
巫女による舞

## 研究史
神子に関する研究は民俗学・歴史学の両面からアプローチされ、民俗学においては1910年代から30年代にかけて、柳田國男、中山太郎、折口信夫らによって東北地方をフィールドに展開され、1990年代には神田より子による研究が展開された。
歴史学においては、1990年代に義江明子が古代社会における神子を社会・経済的に位置づけ、西田かほるは近世社会における神子の存在を身分的周縁の観点からその多様性を指摘している。

## 巫女と女性シャーマン
本項で取り上げた大和の神道における巫女や琉球神道の神人（かみんちゅ）である祝女（ノロ）以外にも、「巫女」を「女性のシャーマン」として広義に解釈するのであれば、民間のユタや台湾における尪姨、韓国の巫堂（무당；ムーダン）の他、シベリア、アメリカ原住民、アフリカなどにみられるシャーマンなども巫女の一種であり、日本語訳として「巫女」が当てられる。また、フィクションでは西洋宗教などにおける神職を指すこともある。
中山太郎は、口寄せ巫女にユタ、アイヌのツス（トゥス）を入れる。
古代ギリシア・ローマの伝説に現れる女予言者「シビュラ」（Sibyl, sibylla）なども「巫女」と訳される。神懸かりとなり神託を伝えるのはシャーマンの特徴であり、古代ギリシアではデルポイの神託は尊重されていた。神の言葉を介するもの、という意味からメディア（media. 中間にあり媒介するもの）とも称される。またウェスタの処女と呼ばれる巫女が神殿で儀式を行っていた。
民間伝承では救世主を待望する異教徒のシンボルであり、キリスト教美術の図像にはアトリビュート（持物）として書物を持つ姿が多く見られる。他に「ペルシアの巫女」は頭にヴェール、「リビアの巫女」は灯りのともった蝋燭、「キンメリアの（イタリアの）巫女」はコルヌコピア（豊穣の角）、「エリュトレイア（リディア）の巫女」は「受胎告知」の預言者として百合、「サモスの巫女」は「キリストの降誕」の預言者として秣桶（まぐさおけ）か揺り籠、「クマエの巫女」も「キリストの降誕」の預言者として貝殻、「ヘレスポントスの巫女」は「キリストの磔刑」の預言者として釘、「アグリッパの（エジプトの）巫女」は浅黒い肌で「キリストの笞打ち」の預言者として笞、「エウロパの巫女」は「エジプトへの逃避」の預言者として「嬰児虐殺」の剣を持つ。「フリュギアの巫女」は「キリストの復活」の預言者として十字架を伴い、「ティブルの巫女」は片手を切り落とされている。巫女の単独像は少なく、多くは群像として表現される。
エゼキエル書13章18節に、「手の節に呪縛の組紐をつけ、諸々の頭に合う呪祓の被り物（ミスパホート　散らすを表すサパーフから）を作り被らせる」巫女が罵倒されている。組紐（占い紐　あるいは枕）と訳されるケサトートが、「縛る」を表すカシートの派生語であり、「鳥を捕らえるごとく魂をとる」と表現されているので、そのような儀礼を行う者であったらしい。